# Nummerupplysningen
Nummerupplysningen eller Nummerupplysningen.se är ett blufföretag baserat i Lettland som riktar in sig mot främst mindre företag, lantbruk etc i Sverige. Nummerupplysningen driver en söktjänst på nätet. Man kontaktar företagen per brev och ber om rättelser eller adressuppgifter till söktjänsten, men blanketterna för detta är i själva verket avtal där det drabbade företaget binder sig att betala för olika tjänster. 
Ett liknande blufföretag, baserat i Estland, är Bolagsupplysningen.